# ÖHB-Cup 2007/08
Der ÖHB-Cup 2007/08 war die 21. Austragung des österreichischen Handballcupwettbewerbs der Herren. Cupsieger wurde der Alpla HC Hard mit einem Sieg über den UHK Krems.

## Hauptrunden

### 1. Runde
An der 1. Runde nahmen sechs Vertreter der Landesverbände, acht Mannschaften der Handball Bundesliga Austria sowie sechs Teams der Handball Liga Austria teil. Die Gewinner der einzelnen Partien zogen ins Achtelfinale ein.
| Handball Liga Austria                                                                                     | Handball Bundesliga Austria | Landesliga |
| - UHC Gänserndorf - HIT Innsbruck - UHK Krems - ULZ Sparkasse Schwaz - HC Linz AG - SG Handball West Wien | - ASKÖ SVVW Klagenfurt - Union s leasing St. Pölten - HC Sbüll Stadtwerke Bruck - U.Weinv.Spk.Hollabrunn - HSG Raiffeisen Bärnbach/Köflach - Sportunion Edelweiß Linz - Seiersberg Grazhoppers - HC kelag Kärnten | - Union West Wien 1b - Alpla HC Hard 1b - AHC Wels - HC Pantec Lustenau - UHC Salzburg - ATV Auto Pichler Trofaiach |

| Datum, Uhrzeit | Heimmannschaft                             | Ergebnis          | Gastmannschaft                                |
| -------------- | ------------------------------------------ | ----------------- | --------------------------------------------- |
| 23. Okt. 2007  | ASKÖ SVVW Klagenfurt (2L) 7 Privsek        | 18 : 21 (10 : 12) | UHC Gänserndorf (1L) 8 Beck                   |
| 20. Okt. 2007  | ATV Auto Pichler Trofaiach (2L) 7 Scheiber | 31 : 38 (13 : 24) | Union West Wien 1b (LL) 8 Felsenstein         |
| 20. Okt. 2007  | Union s leasing St. Pölten (2L) 10 Riegler | 27 : 28 (13 : 11) | HIT Innsbruck (2L) 7 Rackauskas               |
| 26. Okt. 2007  | Alpla HC Hard 1b (LL) 8 Steinmüller        | 25 : 44 (10 : 20) | UHK Krems (1L) 9 Schopf                       |
| 26. Okt. 2007  | AHC Wels (LL) 9 Hochleitner                | 31 : 33 (16 : 16) | HC Sbüll Stadtwerke Bruck (2L) 8 Pfeilstöcker |
| 26. Okt. 2007  | U.Weinv.Spk.Hollabrunn (2L) 8 Stachovic    | 16 : 26 (8 : 9)   | ULZ Sparkasse Schwaz (1L) 6 Gowin             |
| ?              | HSG Raiffeisen Bärnbach/Köflach (2L) ?     | 23 : 21 (15 : 7)  | HC Linz AG (1L) ?                             |
| ?              | Sportunion Edelweiß Linz (2L) ?            | 35 : 38 (20 : 17) | SG Handball West Wien (1L) ?                  |
| 8. Nov. 2007   | Seiersberg Grazhoppers (2L) ?              | ?? : ?? (?? : ??) | HC Pantec Lustenau (LL) ?                     |
| 4. Nov. 2007   | UHC Salzburg (LL) ?                        | ?? : ?? (?? : ??) | HC kelag Kärnten (2L) ?                       |

### Achtelfinale
Am Achtelfinale nahmen drei Vertreter der Landesverbände, vier Mannschaften der Handball Bundesliga Austria sowie neun Teams der Handball Liga Austria teil. Die Gewinner der einzelnen Partien zogen in das Viertelfinale ein.
| Handball Liga Austria | Handball Bundesliga Austria | Landesliga           |
| - UHC Gänserndorf - HIT Innsbruck - UHK Krems - ULZ Sparkasse Schwaz - SG Handball West Wien - A1 Bregenz - Aon Fivers - UHC Goldmann Druck Tulln - Alpla HC Hard | - HC Sbüll Stadtwerke Bruck - HSG Raiffeisen Bärnbach/Köflach - Seiersberg Grazhoppers - HC kelag Kärnten - Union Leoben - SC Ferlach | - Union West Wien 1b |

| Datum, Uhrzeit           | Heimmannschaft                   | Ergebnis          | Gastmannschaft                         |
| ------------------------ | -------------------------------- | ----------------- | -------------------------------------- |
| 18. Dez. 2007            | SG Handball West Wien (1L) ?     | 29 : 32 (13 : 17) | Alpla HC Hard (1L) ?                   |
| 18. Dez. 2007            | ULZ Sparkasse Schwaz (1L) ?      | 24 : 32 (14 : 14) | UHK Krems (1L) ?                       |
| 18. Dez. 2007            | Seiersberg Grazhoppers (2L) ?    | 24 : 31 (12 : 15) | UHC Tulln (1L) ?                       |
| 19. Dez. 2007            | A1 Bregenz (1L) 13 Schlinger     | 36 : 33 (17 : 15) | Aon Fivers (1L) 8 Žiūra                |
| 19. Dez. 2007            | HC Sbüll Stadtwerke Bruck (2L) ? | 29 : 26 (17 : 15) | UHC Gänserndorf (1L) ?                 |
| ?                        | Union West Wien 1b (LL) ?        | 26 : 34 (13 : 16) | HIT Innsbruck (1L) ?                   |
| ?                        | Union Leoben (2L) ?              | 32 : 31 (16 : 13) | HSG Raiffeisen Bärnbach/Köflach (2L) ? |
| 10. Dez. 2007, 19:00 Uhr | HC kelag Kärnten (2L) ?          | 36 : 28 (17 : 13) | SC Ferlach (2L) ?                      |

### Viertelfinale
Am Viertelfinale nahmen drei Mannschaften der Handball Bundesliga Austria sowie fünf Teams der Handball Liga Austria teil. Die Gewinner der einzelnen Partien zogen ins Halbfinale ein.
| Handball Liga Austria                                                               | Handball Bundesliga Austria                                   |
| - HIT Innsbruck - UHK Krems - A1 Bregenz - UHC Goldmann Druck Tulln - Alpla HC Hard | - HC Sbüll Stadtwerke Bruck - HC kelag Kärnten - Union Leoben |

| Datum, Uhrzeit           | Heimmannschaft                   | Ergebnis          | Gastmannschaft             |
| ------------------------ | -------------------------------- | ----------------- | -------------------------- |
| 30. Jan. 2008, 19:30 Uhr | Union Leoben (2L) 6 Illes        | 28 : 36 (13 : 16) | Alpla HC Hard (1L) 9 Weber |
| 2. Feb. 2008, 19:00 Uhr  | UHC Tulln (1L) ?                 | 24 : 27 (11 : 10) | A1 Bregenz (1L) ?          |
| 2. Feb. 2008, 19:00 Uhr  | HC kelag Kärnten (2L) ?          | 27 : 43 (12 : 24) | UHK Krems (1L) ?           |
| 1. Feb. 2008, 19:00 Uhr  | HC Sbüll Stadtwerke Bruck (2L) ? | 24 : 34 (14 : 20) | HIT Innsbruck (1L) ?       |

## Final Four
Die Endrunde, das Final Four, fand im Stadion Alte Au in Stockerau am 28. und 29. März 2008 statt.

### Halbfinale
Die Spiele der Halbfinals fanden am 28. März 2008 statt. Der Gewinner jeder Partie zog in das Finale des ÖHB-Cups 2008 ein.
Für das Halbfinale waren folgende Mannschaften qualifiziert:
| Handball Liga Austria                                    |
| - HIT Innsbruck - UHK Krems - A1 Bregenz - Alpla HC Hard |

| Datum, Uhrzeit           | Heimmannschaft                   | Ergebnis          | Gastmannschaft                 |
| ------------------------ | -------------------------------- | ----------------- | ------------------------------ |
| 28. März 2008, 18:00 Uhr | A1 Bregenz (1L) 10 Schlinger     | 30 : 37 (16 : 20) | Alpla HC Hard (1L) 13 Weber    |
| 28. März 2008, 20:20 Uhr | UHK Krems (1L) 7 Lachmann, Pesic | 29 : 28 (15 : 14) | HIT Innsbruck (1L) 9 Jovanović |

### Finale
Das Finale fand am 29. März 2008 statt. Der Gewinner der Partie ist Sieger des ÖHB-Cups 2007/08.
| Datum, Uhrzeit           | Heimmannschaft                | Ergebnis          | Gastmannschaft                             |
| ------------------------ | ----------------------------- | ----------------- | ------------------------------------------ |
| 29. März 2008, 20:20 Uhr | Alpla HC Hard (1L) 10 Navarin | 28 : 25 (13 : 12) | UHK Krems (1L) 4 Schierer, Lachmann, Pesic |